# 아침정보 울산
아침정보 울산은 KBS울산 1라디오에서 방송됐던 시사 프로그램이다.